# 旅行家集團
旅行家集團（：TRV；英文：The Travelers Companies），或稱旅行者集團，是美國一家財產保險公司，以及兼營投資銀行、商業信貸、融資服務。它曾經是花旗集團的子公司。

## 歷史
- 1853年，聖保羅集團在美國明尼蘇達州聖保羅市成立。
- 1998年4月，花旗銀行與旅行者集團合併，組成「花旗集團」。
- 2002年，花旗分拆旅行者集團的財險業務，從花旗獨立經營。
- 2003年11月，旅行者保險與聖保羅集團合併，成立「美國聖保羅旅行者保險公司」（英文：St. Paul Travelers Companies Inc.），成為美國第二大保險公司，僅次於美國國際集團。
- 2005年7月，花旗將旅行家壽險年金公司及其大部份國際保險業務。出售予大都會人壽保險。[1]
- 2007年，美國聖保羅旅行者保險公司改名為「旅行家(者)保險公司」。[2]
- 2009年6月8日，旅行家集團被納入道瓊工業平均指數成份股，取代前母公司花旗集團。[3]
- 2017年3月，旅行者同意以约4.9亿美元的价格从Aquiline Capital Partners收购英国的Simply Business。[4]
- 2017年8月4日，旅行者完成了對Simply Business的收購，Simply Business是英國小企業保險保單的領先提供商。 [4]
- 2018年8月15日，旅行者收購了加拿大數字商業保險經紀公司Zensurance的多數股權。[4]

## 連結
- 旅行家集團 （页面存档备份，存于）